# Хаемуасет I
Хаемуасет I (*д/н —1225 до н. е.) — давньоєгипетський військовий та політичний діяч, верховний жрець Птаха у Мемфісі у 1265—1225 роках до н. е.

## Життєпис
Четвертий син фараона Рамсеса II і цариці Ісі-Неферет I (Ісітнофрет I). Він здобув належну для царевича освіту і брав участь у перших військових кампаніях батька в Східному Середземномор'ї і Нубії. Перше відоме дослідникам зображення малолітнього царевича представляє його поруч з батьком і зведеними братами на бойових колісницях, що відправляються в нубійський похід: Хаемуасет стоїть в одній колісниці з первістком фараона — Амонхерхопешефом. Відомо, що Хаемуасет ще дитиною супроводжував батька у війні з хетами за володіння Сирією і Палестиною.
На 16-му році правління Рамсеса II (відповідає близько 1274 до н. е.) Хаемуасет завершив військову кар'єру і став жерцем Птаха. Між 1265 до н. е. та 1259 роками до н. е. його було призначено верховним жерцем Птаха в Мемфісі. Ймовірно, таким призначенням Рамсес II намагався посилити Мемфіське жрецтво Птаха, щоб врівноважити непомірну міць фіванської жрецької ієрархії Амона.
Хаемуасет I керував державними культами Птаха, Ра, Осіріса, Апіса і Сокар. Джерела свідчать, що Хаемуасом також проводилося вивчення бібліотек і настінних написів. Він відповідав також за проведення 9 церемоній хеб-сед — комплекс ритуальних заходів, покликаних відновити сили фараона Рамсеса II в певний термін після його сходження на престол. В ознаменування чергових церемоній хеб-сед Хаемуасет I встановив пам'ятні стели в Асуані і Гебель Сільсіне, на яких фараон Рамсеса II зображено зі своїми дітьми від Ісі-Неферет I.
Після смерті бика Апіса, присвяченого богу Птаху, на 30-му році правління Рамсеса II (відповідає 1260—1259 рокам до н. е.), Хаемуасет I розпорядився поховати священну тварину не в окремій гробниці, як це робили його попередники, а в усипальні попереднього Апіса.
Після смерті свого брата, царевича Рамсеса, на 50-му році правління Рамсеса II (близько 1238 року до н. е.) Хаемуасета I було призначено офіційним спадкоємцем престолу. У 1235 році до н. е. започаткував традицію, помістивши мумію Апіса в Серапеумі. Ця традиція зберігалася протягом майже 1000 років. Хаемуасет I пробув на цій посаді лише чотири роки, він помер раніше батька — близько 1225 року до н. е.
Вважається, що його поховано в Саккарі або Гізі. Втім в дослідженому склепі KV5, де були виявлені мумії 52 синів Рамсеса II, тіло Хаемуасета відсутнє.
Завдяки своїй вченості й мудрості Хаемуасет залишив після себе пам'ять як великий мудрець і чародій, що знайшло своє відображення в згадці його імені нарівні з ім'ям батька і циклі популярних художніх оповідей про Сатні-Хаемуасі, поширених у пізньоєгипетській літературі до греко-римського періоду.

## Будівельні роботи
Хаемуасет I завідував будівельними роботами в країні, а також загальним керівництвом царськими ремісниками, майстрами, скульпторами і ювелірами. За масштабні роботи з відновлення й розширення храмів та інших пам'яток древніх фараонів і знаті Хаемуаса іноді називають «першим єгиптологом».
Здійснив реставрацію і суттєве оновлення храмових комплексів, святинь, усипальниць і пірамід Мемфіса і довколишніх населених пунктів. У числі відновлених за участю Хаемуасета I будівель були Усеркафа, піраміда фараона V династії в Саккарі, споруди Шепсескафа, Сахура і Ніусерра Іні.
Під орудою Хаемуасета споруджувалися Рамессеум, Карнакська гіпостильна зала в храмі Амона-Ра, великий храм Птаха в Мемфісі і столиця фараона Пер-Рамсес. За наказом Хаемуасета було побудовано загальне поховання биків-Апіс, згодом відоме як Серапеум.

## Родина
Дружина — Нубнофрет.
Діти:
- Рамсес, верховний жрець Птаха
- Горі I (д/н — бл. 1203), верховний жрець Птаха у 1214—1203 роках до н. е.
- Ісі-Неферет III